# Point cardinal (optique)
Pour les articles homonymes, voir Cardinal.
Ne doit pas être confondu avec Point cardinal.
issus de l'optique et de la photographie, les termes point nodal, centre optique et pupille d'entrée sont fréquemment amalgamés. Cet article vise à clarifier ces notions.

Schéma des points focaux objet et image pour une lentille épaisse avec les plans principaux P et P' interceptant l'axe optique. EFL est l'acronyme de Effective Focal Length, la focale étant déterminée comme. La notation V est utilisée ici car on regarde dans le plan vertical. On utiliserai H dans le plan horizontal.

Points nodaux N et N' pour lesquels le grandissement angulaire est de 1.

En optique géométrique paraxiale, c'est-à-dire dans le domaine délimité par l'approximation de Gauss, les points cardinaux sont un ensemble de points dont la connaissance permet la détermination complète des propriétés d'un système optique qui n'est pas afocal. Plus généralement on parle d'éléments cardinaux pour l'ensemble de points, droites et plans dont les caractéristiques permettent de déterminer le trajet des rayons lumineux au travers d'un système optique, et la conjugaison objet-image par celui-ci.

## éléments cardinaux
Les points cardinaux usuels sont les suivants qui sont tous situés sur l'axe optique :
- les foyers[1] notés F et F',
- les points principaux qui résultent de l'intersection des plans principaux avec l'axe optique[4], notés H et H' en référence à Hauptpunkte la dénomination donnée par Gauss à ces points particuliers[5],
- les points nodaux[6].

Les plans cardinaux :
- les plans focaux sont les plans composés des points conjugués à un point à l'infini, l'approximation de Gauss fait que ces conjugués se situent dans un plan perpendiculaire à l'axe optique[1],
- les plans principaux sont deux plans conjugués par le système dont le grandissement transversal est de 1[4], à noter que tout point appartenant à un plan principal est un point principal[7].

## Propriétés
Dans le cadre de l'optique de Gauss, il suffit de ces trois couples de points pour décrire un système optique centré. Par convention, le schéma canonique d'un système centré est réalisé pour un système convergent et comprend au minimum les foyers F et F' et les plans principaux avec leurs points respectifs H et H'. Les points nodaux sont souvent mis à part ou laissés de côtés du fait que dans le cas où l'indice de réfraction de l'espace objet est le même que celui de l'espace image, points principaux et points nodaux sont confondus
Les points cardinaux existent aussi dans le domaine de l'optique électronique, régissant les lentilles électroniques comme les lentilles optiques classiques lorsque l'on suppose que l'espace objet et l'espace image ont un champ nul et sont à distance finie du champ réfractif ; ces conditions sont en réalité impossibles à remplir et l'existence de ces points ne peut survenir que lorsque le champ réfractif décroit en intensité de manière suffisamment rapide et que l'on utilise les asymptotes aux rayons plutôt que les rayons eux-mêmes. Dans le cas réel où l'espace objet et image sont baignés d'un champ réfractif encore intense et donc où les rayons sont des courbes, Glaser a défini des points cardinaux dit « osculatifs » définit par rapport à deux surfaces de références conjuguées et à des rayons fictifs représentant les tangentes aux rayons réels à leurs intersections respectives avec les plans de référence ; pour certains types et formes de champs, dont un champ magnétique en cloche ces points ne varient pas en fonction de la position des plans de références.

## Autres points particuliers
Il existe d'autres points parfois appelés cardinaux ou « points particuliers » d'un système optique, :
- les points antiprincipaux,
- les antinodaux,
- le point de Bravais ou point double.

## Sources
- Bernard Balland, Optique géométrique : Imagerie et instruments, Presses polytechniques universitaires romandes, 2007, 860 p. (lire en ligne)